# Проценко-Пічаджі Олександра Іванівна
Проценко-Пічаджі Олександра Іванівна (8 січня 1949, Кирилівка, Володарський район, Донецька область) — український педагог, громадський діяч, заслужений працівник культури України, голова Федерації грецьких товариств України.

## Біографія
Тато Пічаджі Іван Костянтинович походив із села Красна Поляна (Каракуба), мати Хараман Марія Іванівна — з Чермаликского роду Давшан. Навчалась у Кирилівський середній школі, пізніше у Зарянській школі в селі Афіни. Працювала вихователем пришкільного інтернату.
1972 року заочно закінчила Таганрозький педінститут за фахом учитель початкових класів. 1989 року заочно закінчила Донецький держуніверситет за спеціальністю викладач історії. У період з 1986 по 2004 рік працювала директором ЗОШ № 46 у грецькому селищі Старий Крим. Учитель вищої категорії, з 1995 року «Відмінник освіти України».

### Громадська діяльність

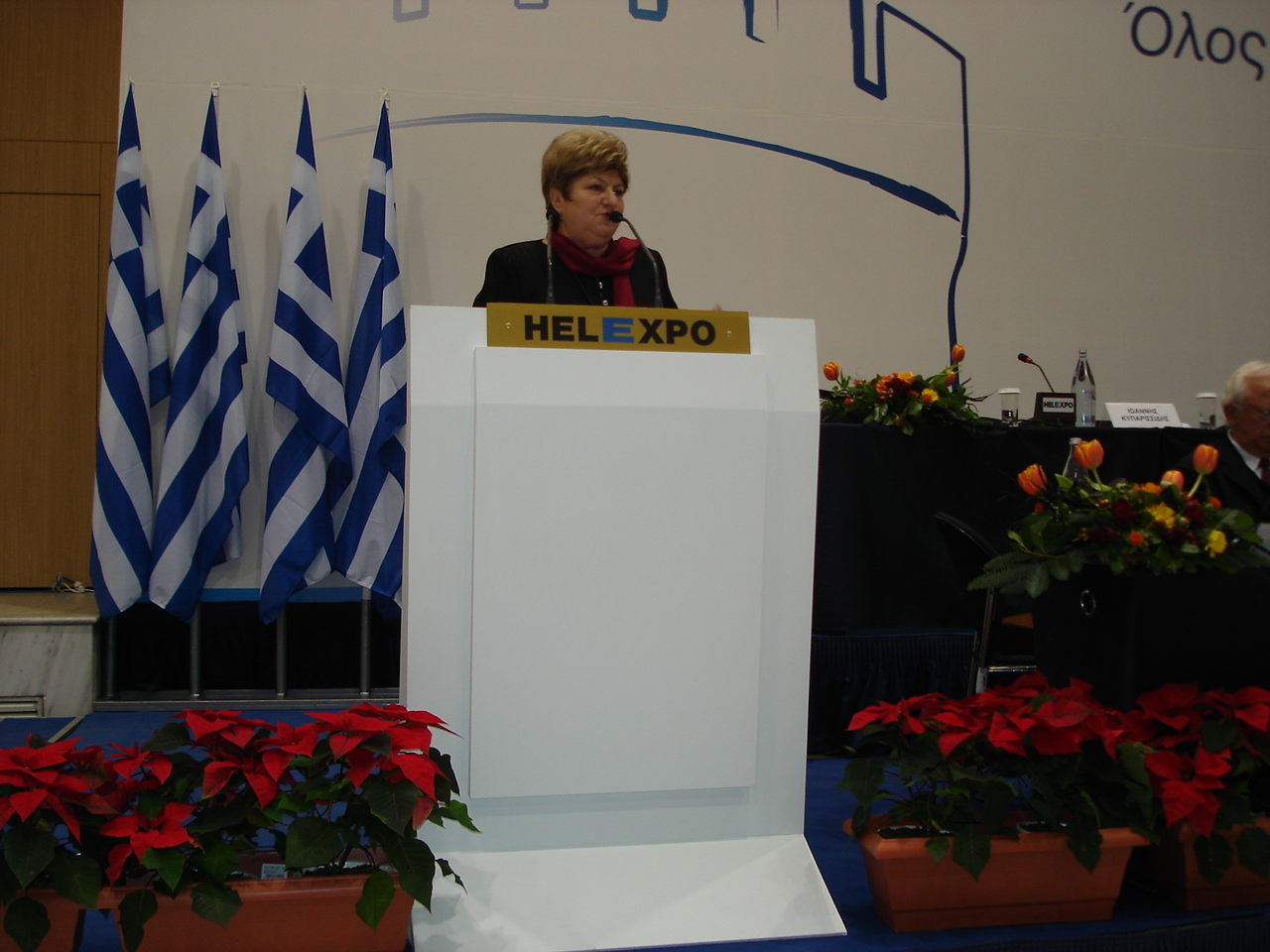
На з'їзді Всесвітньої Ради греків зарубіжжя

З початком демократичних перетворень в Україні стояла у джерел народження грецького національного руху в Приазов'ї. У 1993—1995 роках очолила Маріупольське міське товариство греків. З квітня 1995 року обрана головою Федерації грецьких товариств України. Двічі в 1995 і 1999 роках обиралася секретарем Всесвітньої Ради греків зарубіжжя (ΣΑΕ). У 2001—2003 роках — Член Координаційної Ради ΣΑΕ периферії Європи. З 2006 року — заступник координатора ΣΑΕ периферії країн колишнього СРСР Івана Саввіді.
Олександра Іванівна — член Ради з етнонаціональної політики при Президентові України та голова Ради керівників Всеукраїнських громадських об'єднань нацменшин при Держкомнацрелігій України.
Її організаторськими зусиллями та за допомогою офіційної Греції, центрального ΣΑΕ і ΣΑΕ периферії Європи, Маріупольської міськради, ВАТ «ММК імені Ілліча», а також багатьох спонсорів і друзів Федерації побудовані в Маріуполі Культурний Центр ФГТУ «Меотида», сучасна поліклініка в селищі Старий Крим і церква у селищі Сартана.

## Нагороди
2000 року нагороджена грамотою Президента України за значний особистий внесок у розвиток і зміцнення української держави, в 2004 році — грамотою голови Верховної Ради України — за заслуги перед українським народом.
10 грудня 2001 року та 23 серпня 2005 року указом Президента України відповідно присвоєно почесне звання «Заслужений працівник культури України» та нагороджена орденом Княгині Ольги III ступеня.
В 2003—2004 роках нагороджена Держкомнацміграції України та відділом у справах національностей Донецької облдержадміністрації — за особистий вагомий внесок у зміцнення миру, міжнаціональної злагоди і національно-культурний розвиток етносів.
У 2002 році удостоєна Диплома Міжнародного Академічного рейтингу популярності та якості «Золота фортуна».
У 2007 році нагороджена Міністерством освіти України медаллю В. Сухомлинського.
У 2001, 2003 роках Митрополитом Київським і всієї України нагороджена орденом «Свята Анна IV ступеня» та орденом Святої Великомучениці Варвари — за заслуги перед українським народом і УПЦ.
Має низку дипломів і пам'ятних знаків від Митрополита Греції, Митрополита острова Хіос, мерів міста Афіни, Салоніки, президії ΣΑΕ.